# Collopus subviscosus
Collopus subviscosus är en svampart som först beskrevs av G. Stev., och fick sitt nu gällande namn av E. Horak 1971. Collopus subviscosus ingår i släktet Collopus och familjen Mycenaceae.   Inga underarter finns listade i Catalogue of Life.